# Rivka Feldhay
Rivka Feldhay (* 3. September 1947) ist eine israelische Wissenschaftshistorikerin.

## Leben
Sie studierte Geschichte und Englische Sprache und Literatur an der Universität Haifa. An der Hebräischen Universität Jerusalem erwarb sie 1980 einen M.A. in Wissenschaftsgeschichte und wurde 1986 in Wissenschaftsgeschichte promoviert. Ab 1990 war sie Senior Lecturer, seit 1997 ist sie Associate Professor am Cohn Institute for the History and Philosophy of Science der Universität Tel Aviv. Sie ist Forschungsdirektorin des Minerva Humanities Centers. Sie war Fellow am Wissenschaftskolleg in Berlin und Fellow am Max Planck-Institut für Wissenschaftsgeschichte.
Ihre Forschungsschwerpunkte sind Galileo Galilei und Wissenschaftler des Jesuitenordens in der Barockzeit.
Sie ist auf dem Gebiet der deutsch-israelischen Wissenschaftskooperation tätig und sollte an den bilateralen Regierungsgesprächen im Dezember 2012 in Berlin teilnehmen, wurde aber durch den Chef des Nationalen Sicherheitsrats von Israel, Yaakov Amidror, ausgeladen.
Feldhay ist verheiratet und hat zwei Kinder.

## Schriften (Auswahl)
- Galileo and the Church: Political Inquisition or Critical Dialogue? Cambridge University Press, Cambridge 1995, ISBN 0-521-34468-9.